# Grafestesia
Grafestesia é a capacidade de perceber a escrita de palavras ou números escrita sobre a pele estando de olhos fechados. Trata-se de um exame médico neurológico, onde a falha pode indicar lesões do lobo parietal do cérebro.